# Fremont (Indiana)
Fremont – miasto w Stanach Zjednoczonych, w stanie Indiana, w hrabstwie Steuben.